# Karen Tei Yamashita

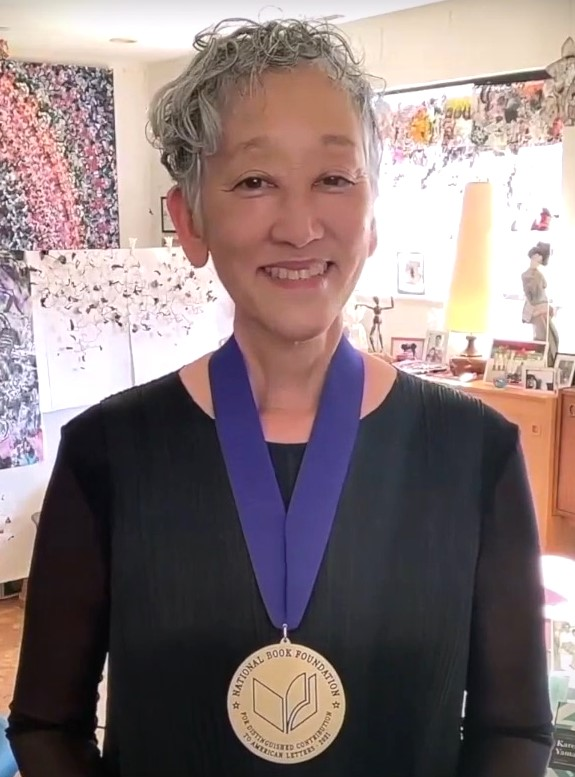
Karen Tei Yamashita

Karen Tei Yamashita (* 8. Januar 1951 in Oakland, Kalifornien) ist eine US-amerikanische Schriftstellerin und Dozentin.

## Leben und Schaffen
Yamashita wurde 1951 als Tochter japanischstämmiger Eltern in Oakland geboren und wuchs in Gardena auf. 1969 bis 1973 studierte sie Englische und Japanische Literatur am Carleton College sowie 1971 bis 1972 als Austauschstudentin an der Waseda University in Japan. 1974 erhielt Yamashita ein Thomas J. Watson Fellowship, um zwei Jahre in São Paulo über japanische Migranten zu forschen. Sie blieb neun Jahre lang in Brasilien. In dieser Zeit heiratete sie den Architekten Ronaldo Lopes de Oliveira und bekam zwei Kinder.
Ab 1975 veröffentlichte sie erste Kurzgeschichten und Gedichte, u. a. im Los Angeles Times Magazine, in The Rafu Shimpo und der Anthologie Calafia: The California Poetry. 1977 erhielt sie ein Rockefeller Playwright-in-Residence Fellowship für einen Arbeitsaufenthalt am Theater der East West Players in Los Angeles. Mit O-Men: An American Kabuki wurde dort 1977 ihr erstes Bühnenwerk uraufgeführt.
1984 zog Yamashita mit ihrer Familie von Sao Paulo nach Gardena und arbeitete bis 1996 als Produktionsassistentin für KCET, einen öffentlichen Lokalsender in Los Angeles. 1990 veröffentlichte sie ihren ersten Roman Through the Arc of the Rain Forest, der u. a. mit dem American Book Award (1991) ausgezeichnet wurde. Darin arbeitet sie (wie auch in anderen Texten) mit Elementen des Magischen Realismus und Science-Fiction. Hauptsächlich in Brasilien angesiedelt, folgt der Roman lose der Struktur einer Telenovela und setzt sich auf satirische Weise mit Globalisierungseffekten, Ausbeutung natürlicher Ressourcen, Migration, sozioökonomischer Ungleichheit und technologischem Determinismus auseinander. Der Roman liest sich zudem als Auseinandersetzung mit dem US-amerikanischen Imperialismus der 1920er Jahre und zieht Bezüge zu Fordlândia, das in „mutierten Formen“ wieder an die Oberfläche kommt: Yamashita „zeigt, was mit dem Amazonastiefland geschehen könnte, wenn in einem Zeitalter globaler Umgestaltung ein wertvoller, gummiartiger und möglicherweise außerirdischer Rohstoff abgebaut würde.“
Yamashitas zweiter Roman Brazil-Maru (1992) handelt von Japanern, die Anfang des 20. Jahrhunderts nach Brasilien auswandern. Seit 1994 sitzt sie im Redaktionsbeirat des Amerasia Journal, einer interdisziplinären Zeitschrift der Asian American Studies. 1997 erschien ihr Roman Tropic of Orange, der in einem apokalyptischen Kalifornien spielt und dabei „die dominanten anglo-euro-amerikanischen Narrative über Los Angeles aus dem Mittelpunkt verschiebt“. Im selben Jahr zog sie nach Santa Cruz, um eine Professur für creative writing und Asiatisch-Amerikanische Literatur an der University of California anzutreten. Ein Japan Foundation Artist Fellowship (1997) ermöglichte ihr, über japanisch-brasilianische Arbeitsmigranten (Dekasegi) in Japan zu forschen.
2010 erschien ihr Roman I Hotel, in dem sie Geschichten rund um das namensgebende Billighotel verwebt. Das International Hotel in Little Manila, San Francisco war ab den 1920er Jahren ein Ansiedlungskern asiatischer Gastarbeiter. Der ab den 1960er Jahren geplante Abriss des Hotels führte bis in die 1970er Jahre zu Protesten von Bewohnern, Aktivisten und Mitgliedern der Sekte Peoples Temple. Für I Hotel wurde Yamashita u. a. mit dem California Book Award (2010) und einem Asian American Literary Award (2011) ausgezeichnet.

## Werke
Romane
- Through the Arc of the Rain Forest (1990)
- Brazil-Maru (1992)
- Tropic of Orange (1997)
- I Hotel (2010)

Theaterstücke
- O-Men: An American Kabuki (1977).
- Hiroshima Tropical (1984).
- Kusei: An Endangered Species (1986, gemeinsam mit Karen Mayeda).
- Hannah Kusoh: An American Butoh (1989).
- Noh Bozos  (1993).
- Tokyo Carmen v. L.A. Carmen (1996).
- Jan Ken Pon (2012).
- Anime Wong: Fictions of Performance (2014, gesammelte Stücke).

Libretto
- Gozilla Comes to Little Tokyo [aka GiLAwrecks]  (1989, Musik: Vicki Abe).

Intergenre
- Circle K Cycles (2001; Kurzgeschichten, Tagebuch, Essays).

## Auszeichnungen (Auswahl)
- 1977 Rockefeller Playwright-in-Residence Fellowship
- 1990 Janet Heidinger Kafka Award für Through the Arc of the Rain Forest
- 1991 American Book Award für Through the Arc of the Rain Forest
- 1991 Before Columbus Foundation American Book Award für Through the Arc of the Rain Forest
- 1997 Japan Foundation Artist Fellowship
- 2009 Chancellor's Achievement Award for Diversity der University of California, Santa Cruz
- 2010 California Book Award für I Hotel
- 2010 Asian/Pacific American Librarians Association Award in Fiction für I Hotel
- 2011 American Book Award für I Hotel
- 2011 Association for Asian American Studies Book Award für I Hotel
- 2011 Asian American Members' Choice Award für I Hotel
- 2011/2012 US Artists Ford Foundation Fellowship[13]
- 2021 National Book Foundation’s Medal for Distinguished Contribution to American Letters
- 2024 Mitglied der American Academy of Arts and Sciences